# Hans Wibel
Hans Wibel (* 24. Februar 1872 in Hamburg; † 20. Februar 1922 in Berlin) war ein deutscher Mittelalterhistoriker und Diplomatiker.
Wibel wurde 1902 in Straßburg promoviert (Beiträge zur Kritik der Annales regni Francorum und der Annales q. d. Einhardi). Er war von 1901 bis 1922 Mitglied der Abteilung Diplomata der Monumenta Germaniae Historica (MGH). 1910 wurde er durch den kaiserlichen Statthalter in Elsaß-Lothringen zum Professor ernannt. 1917/18 war er Mitglied der Wissenschaftlichen Gesellschaft in Straßburg. 1921/22 war er Regierungsrat in der Zentraldirektion der MGH. Er starb durch einen Verkehrsunfall.
Er trug zur Aufklärung der Urkundenfälschungen von Georg Friedrich Schott bei und veröffentlichte darüber.

## Schriften (Auswahl)
- Beiträge zur Kritik der Annales regni Francorum und der Annales q. d. Einhardi, Straßburg 1902.
- Die Annales Sithienses, Laurissenses minores und Enharti Fuldenses, Straßburg 1902.
- Die Urkundenfälschungen Georg Friedrich Schotts. In: Neues Archiv der Gesellschaft für ältere Geschichtskunde zur Beförderung einer Gesammtausgabe der Quellenschriften deutscher Geschichten des Mittelalters. Band 29. Hahnsche Buchhandlung, Hannover und Leipzig 1904, S. 653 ff. (Online Volltext).
- Nachtrag zu den „Urkundenfälschungen Georg Friedrich Schotts“. In: Neues Archiv der Gesellschaft für ältere Geschichtskunde zur Beförderung einer Gesammtausgabe der Quellenschriften deutscher Geschichten des Mittelalters. Band 31. Hahnsche Buchhandlung, Hannover und Leipzig 1906, S. 194 ff. (Online Volltext).
- Zu den Sigeln der Erzbischöfe von Trier im früheren Mittelalter, 1918.
- mit Harry Breßlau, Alfred Hessel: Diplomata regum et imperatorum Germaniae. Bd. 4. Die Urkunden Konrads II. (Conradi II. Diplomata), MGH, Hannover 1909.
- Die Siegel der deutschen Kaiser und Könige, Neues Archiv der Gesellschaft für ältere deutsche Geschichtskunde, Band 35, 1910, S. 246–262.
- Zur Chronologie der ersten Äbte von Reinhardsbrunn, Neues Archiv der Gesellschaft für ältere deutsche Geschichtskunde, Band 36, 1911, S. 728–739.
- Der Liber primus chartarum ecclesie Leodiensis, Neues Archiv der Gesellschaft für ältere deutsche Geschichtskunde, Band 38, 1913, S. 674–683.
- Drei Urschriften Cremoneser Diplome aus dem 10. und 11. Jahrhundert, Neues Archiv der Gesellschaft für ältere deutsche Geschichtskunde, Band 43, 1922, S. 215–223.